# Гуничи (село)
Гуничи (укр. Гуничі) — село на Украине, основано в 1648 году, находится в Овручском районе Житомирской области.
Код КОАТУУ — 1824286503. Население по переписи 2001 года составляет 429 человек. Почтовый индекс — 11160. Телефонный код — 4148. Занимает площадь 1,641 км².

## Адрес местного совета
11160, Житомирская область, Овручский р-н, с.Раковщина